# Vanča vas
Vanča vas – wieś w Słowenii, w gminie Tišina. W 2018 roku liczyła 497 mieszkańców.